# São Jeronimo (tiểu vùng)
São Jeronimo là một tiểu vùng thuộc bang Rio Grande do Sul, Brasil. Tiều vùng này có diện tích 4856 km², dân số năm 2007 là 131814 người.